# Batterij van La Pinoterie
De batterij van La Pinoterie, ook wel batterij van La Pernelle I genoemd, was een kustbatterij in Normandië tijdens de Tweede Wereldoorlog. Het complex werd door Organisation Todt, nabij het Franse dorp La Pernelle, gebouwd. De Duitsers hadden de batterij bewapend met zes 105 mm Schnieder-kanonnen, die werden beschermd door kazematten van de typen H650 en H671. De batterij was noordwaarts opgesteld en bestreek daarmee de haven van Barfleur. 
Tijdens de Tweede Wereldoorlog werd de batterij enkele malen gebombardeerd. Echter, doordat de kanonnen noordwaarts gestationeerd stonden, vormden ze tijdens de geallieerde landing op 6 juni 1944 geen bedreiging voor de Amerikaanse troepen op Utah Beach.